# 미궁: 비밀애
"미궁: 비밀애"는 2015년에 개봉한 한일 합작 영화이다.

## 캐스팅
- 김민기 : 민준 역
- 키시 아이노 : 시오리 역
- 요시자와 아키호
- 이규복
- 황지후